# Le Château hanté
Le Château hanté er en fransk stumfilm fra 1897 af Georges Méliès.